# Vlajka Moskevské oblasti

Vlajka Moskevské oblasti
Poměr stran: 2:3

Vlajka Moskevské oblasti, jedné z oblastí Ruské federace, je tvořena červeným listem, o poměru stran 2:3, s vyobrazením sv. Jiřího na koni, zabíjejícího kopím hada (draka), obráceném k žerdi (heraldicky vpravo). Figura má vnější šířku rovnou 1/5 délky vlajky.

## Historie
Moskevská oblast vznikla 14. ledna 1929. Hlavní městem je Moskva, která však není součástí oblasti. V sovětské éře oblast neužívala žádnou vlajku. 3. prosince 1997 přijala oblastní duma (usnesením č. 5/155) zákon č. 9/99-OZ o znaku a vlajce Moskevské oblasti. Tehdejší gubernátor Anatolij Stěpanovič Tjažlov podepsal zákon až 9. března 1999.
Vlajka oblasti byla zanesena do Státního heraldického registru Ruské federace pod č. j. 777.
V letech 1999 a 2001 byly v textu zákona provedeny drobné úpravy, které však neměly vliv na vzhled vlajky. Další zákon (bez vlivu na vzhled vlajky) byl přijat 6. července 2005. Jednalo se o zákon č. 184/2005-03.

Vlajka Moskvy Poměr stran: 2:3